# Darci de Matos
Darci de Matos (Cascavel, 8 de dezembro de 1961) é um professor, técnico agrícola e  político brasileiro filiado ao Republicanos.

## Carreira
Foi deputado à Assembleia Legislativa de Santa Catarina na 16ª legislatura (2007 – 2011) e na 17ª legislatura (2011 – 2015). Nas eleições de 2014, em 5 de outubro, foi reeleito deputado estadual para a 18ª legislatura (2015 – 2019).
Nas eleições de 2018 foi eleito deputado federal por Santa Catarina, pelo PSD, com 68.130 votos, para a 56ª Legislatura (2019–2023).